# Mistrzowie strongman: Czechy
Mistrzowie Strongman: Czechy – doroczne, indywidualne zawody siłaczy, organizowane w Czechach.

## Mistrzowie
| Rok  | Mistrz        |
| ---- | ------------- |
| 1999 | Jan Bártl     |
| 2000 | nieznany      |
| 2000 | nieznany      |
| 2001 | nieznany      |
| 2002 | nieznany      |
| 2003 | nieznany      |
| 2004 | nieznany      |
| 2005 | nieznany      |
| 2006 | nieznany      |
| 2007 | Zdeněk Sedmík |
| 2008 | nieznany      |